# Tateno Xoco
Tateno Xoco är en ort i Mexiko.   Den ligger i kommunen Ixtacamaxtitlán och delstaten Puebla, i den sydöstra delen av landet, 130 km öster om huvudstaden Mexico City. Tateno Xoco ligger 2 437 meter över havet och antalet invånare är 291.
Terrängen runt Tateno Xoco är lite bergig, och sluttar norrut. Runt Tateno Xoco är det ganska tätbefolkat, med 67 invånare per kvadratkilometer. Närmaste större samhälle är Emiliano Zapata, 8,4 km sydväst om Tateno Xoco. I omgivningarna runt Tateno Xoco växer huvudsakligen savannskog.